# Peter Joseph Neunzig
Peter Joseph Neunzig (* 9. März 1797 in Düsseldorf; † 4. März 1877 in Gerresheim) war ein deutscher Mediziner und Revolutionär.

## Leben
Peter Joseph Neunzig wurde im Jahre 1797 in der Düsseldorfer Altstadt geboren. Das genaue Datum ist unbekannt, man nimmt den 9. März an. Seine Eltern, Peter und Christina Neunzig, betrieben eine Gaststätte auf der Bolkerstraße 45, heute Brauerei zum Schlüssel. Über die Schullaufbahn von Neunzig ist nichts weiter bekannt. Schon früh entwickelte er Interesse an medizinischen Themen und am Zeichnen. Mit 18 Jahren wurde er im April 1815 in der preußischen Armee als „Eleve der Lazaret-Direction“ aufgenommen. Nach nur zehnmonatiger Ausbildung wurde er als „Lazareth-Chirurgus“ mit Auszeichnung aus dem Militärdienst entlassen. In den Jahren 1817/18 studierte Neunzig an der Universität Münster zwei Semester Medizin und wechselte im Oktober 1819 an die neu gegründete Bonner Hochschule, wo sich auch Heinrich Heine im Fach Jurisprudenz eingeschrieben hatte. Heine und Neunzig kannten sich bereits aus Kindertagen, sie waren gleichaltrig und wuchsen nur drei Häuser voneinander entfernt auf der Bolkerstraße auf. Auch während gemeinsamer Studienjahre wohnten die beiden auf der Bonner Josefstraße nahe beieinander. Wie Heine entstammte Neunzig dem Milieu der Juden in Düsseldorf und sympathisierte mit der politischen Avantgarde des Rheinlands, die sich in der demokratischen Bewegung Deutschlands engagierte.
Noch vor Beginn des Studiums geriet Peter Neunzig in den Verdacht, an einem politisch motivierten Fackelzug anlässlich des sechsten Jahrestages der Völkerschlacht bei Leipzig beteiligt gewesen zu sein. Dem jungen Mann drohte das Ende der akademischen Laufbahn. Aufgrund entlastender Aussagen von Kommilitonen, darunter Heinrich Heine, konnte Neunzig dann schließlich doch noch sein Studium in Bonn fortsetzen. Während seines Studiums wurde er 1820 Mitglied der Alten Bonner Burschenschaft/Allgemeinheit. 1823 erschien seine Dissertation De sanguine verlisque fluidis animalibus experimenta microscopica. In der Zeit bis zur Erteilung der Approbation 1828 publizierte Neunzig mehrere Werke, darunter zwei populärwissenschaftlich-medizinische Bücher.
Im Februar 1829 Jahr ließ sich Peter Joseph Neunzig in der Kleinstadt Gerresheim östlich von Düsseldorf nieder und eröffnete eine Arztpraxis. Im selben Jahre heiratete er Jeannette Kaufmann, die Tochter eines jüdischen Bonner Kaufmanns. Jeanette war die Mutter des gemeinsamen, 1824 geborenen Sohnes Carl August. Zuvor war sie zum Katholizismus konvertiert und hatte sich auf den Namen Anna Maria Johanna taufen lassen. Im Oktober 1829 erblickte eine Tochter die Welt, die den Namen Jeannette erhielt. 1841 starb Anna Maria, und Neunzig war Witwer. Noch im selben Jahr heiratete er die Gerresheimerin Josefa Türffs. Josefa starb 1844 bei der Geburt eines Kindes, welches kurz darauf ebenfalls verstarb.
Als „Gemeinde-Armen-Arzt“ konnte Neunzig nur wenig verdienen und bescheiden mit seinen beiden Kindern leben. Die bäuerlich, bürgerlich und katholisch geprägte Kleinstadt Gerresheim erlebte ab 1838 erste Ansiedlungen von Industrieanlagen, was allmählich zur Änderung der Sozialstruktur führte. Neunzig stand gesellschaftspolitisch den Ideen der sich gerade entwickelnden Arbeiterbewegung nahe. Neunzig hatte Kontakt zu Ferdinand Lassalle und war aktiver Teilnehmer einschlägiger politischer Versammlungen. Anfang April 1848 wurde Peter Joseph Neunzig in das Vorparlament gewählt.
Als im Mai 1849 die Niederschlagung der Märzrevolution begann, war auch Neunzig aktiv. Inzwischen per Steckbrief gesucht, rief er am Abend des 9. Mai die versammelte Menge auf dem Düsseldorfer Marktplatz vom Wohnhaus der Familie Cantador zur Unterstützung des Kampfes in Elberfeld auf, wo zuvor eine „provisorische Regierung der neu zu bildenden rheinischen Republik“ ausgerufen worden war. In der Folge kam es zu blutigen Auseinandersetzungen mit 14 Toten und zahlreichen Verletzten. Neunzig wurde als „Rädelsführer“ angeklagt, entzog sich dem Prozess jedoch zunächst durch Flucht. Schließlich wurde er 1850 zu fünf Jahren Zuchthaus verurteilt. Letztlich wurde das Urteil in Festungshaft abgemildert.
Nach Verbüßung der Haftstrafe kehrte Neunzig nach Gerresheim zurück, wo er bis etwa 1870 als Arzt praktizierte. Am 4. März 1877 starb Peter Joseph Neunzig kurz vor seinem achtzigsten Geburtstag.

## Ehrungen
Seine Heimatstadt Düsseldorf ehrte ihn mit der Benennung einer Straße im nunmehr nach Düsseldorf eingemeindeten Gerresheim am 12. Februar 1957. Den Gerresheimer Heimatbrunnen versah der Bildhauer Karl-Heinz Klein 1973 mit einem Porträt des Arztes.